# Moussy (Marne)
Pour les articles homonymes, voir Moussy.
Moussy est une commune française, située dans le département de la Marne en région Grand Est. Les habitants s'appellent les Moussytiers.

## Géographie
Moussy se trouve au sein du vignoble de Champagne, au pied de la forêt d'Épernay, butte qui marque la limite nord de la commune. Le village se situe dans la vallée du Cubry.

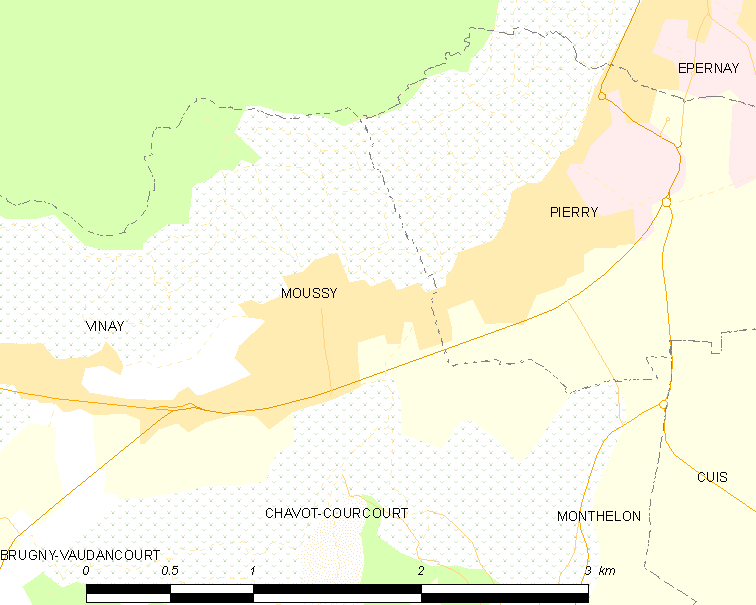
Carte de la commune.
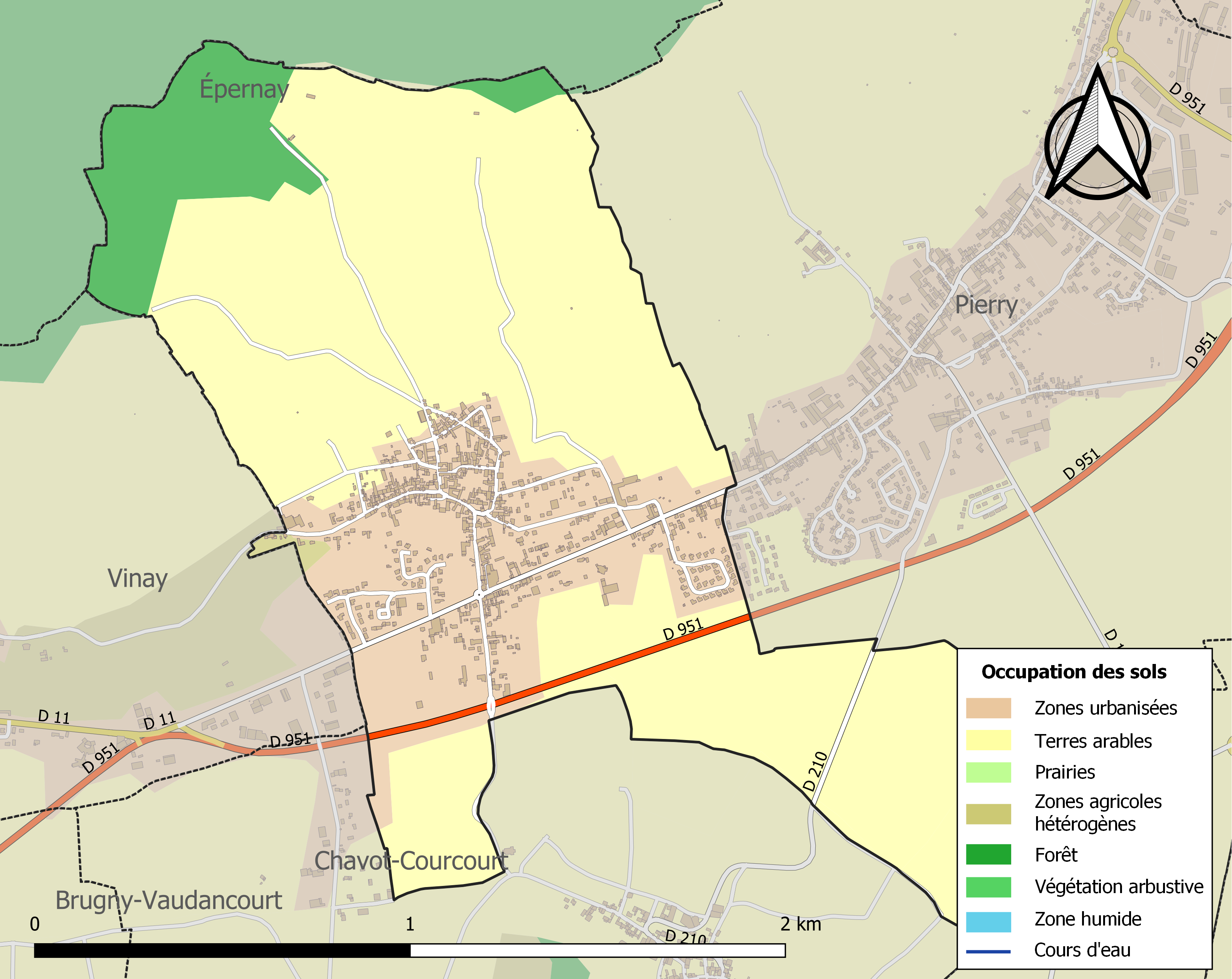
Carte des infrastructures et de l'occupation des sols de la commune en 2018 (CLC)

|
|       | Épernay          |           |
| Vinay | Moussy           | Pierry    |
|       | Chavot-Courcourt | Monthelon |

### Hydrographie
La commune est dans la région hydrographique « la Seine de sa source au confluent de l'Oise (exclu) » au sein du bassin Seine-Normandie. Elle est drainée par le Cubry et le Darcy,.
Le Cubry, d'une longueur de 14 km, prend sa source dans la commune de Saint-Martin-d'Ablois et se jette  dans la Marne à Magenta, après avoir traversé six communes. 

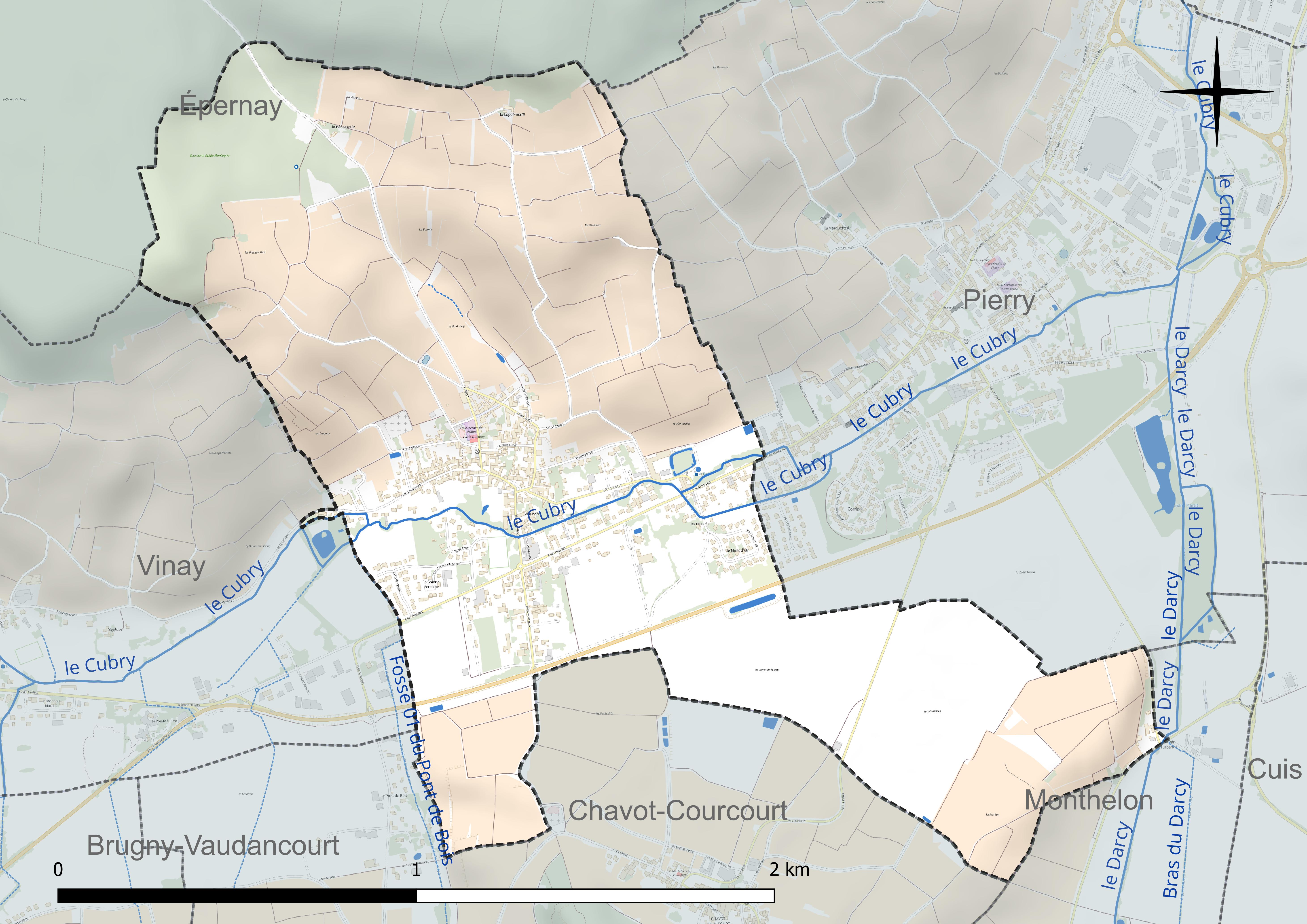
Réseau hydrographique de Moussy.

### Climat
Pour des articles plus généraux, voir Climat du Grand Est et Climat de la Marne.
En 2010, le climat de la commune est de type climat océanique dégradé des plaines du Centre et du Nord, selon une étude du Centre national de la recherche scientifique s'appuyant sur une série de données couvrant la période 1971-2000. En 2020, Météo-France publie une typologie des climats de la France métropolitaine dans laquelle la commune est exposée à un climat océanique altéré et est dans la région climatique  Nord-est du bassin Parisien, caractérisée par un ensoleillement médiocre, une pluviométrie moyenne régulièrement répartie au cours de l’année et un hiver froid (3 °C). 
Pour la période 1971-2000, la température annuelle moyenne est de 10,9 °C, avec une amplitude thermique annuelle de 16,4 °C. Le cumul annuel moyen de précipitations est de 732 mm, avec 11,4 jours de précipitations en janvier et 8,9 jours en juillet. Pour la période 1991-2020, la température moyenne annuelle observée sur la station météorologique de Météo-France la plus proche, « Chouilly », sur la commune de Chouilly à 7 km à vol d'oiseau, est de 11,4 °C et le cumul annuel moyen de précipitations est de 668,9 mm. 
La température maximale relevée sur cette station est de 40,3 °C, atteinte le 25 juillet 2019 ; la température minimale est de −12,3 °C, atteinte le 5 février 2012,,. 
Les paramètres climatiques de la commune ont été estimés pour le milieu du siècle (2041-2070) selon différents scénarios d'émission de gaz à effet de serre à partir des nouvelles projections climatiques de référence DRIAS-2020. Ils sont consultables sur un site dédié publié par Météo-France en novembre 2022.

## Urbanisme

### Typologie
Au 1er janvier 2024, Moussy est catégorisée ceinture urbaine, selon la nouvelle grille communale de densité à sept niveaux définie par l'Insee en 2022.
Elle appartient à l'unité urbaine d'Épernay, une agglomération intra-départementale regroupant sept  communes, dont elle est une commune de la banlieue,,.
Par ailleurs, la commune fait partie de l'aire d'attraction d'Épernay, dont elle est une commune de la couronne,. Cette aire, qui regroupe 44 communes, est catégorisée dans les aires de 50 000 à moins de 200 000 habitants,.

### Occupation des sols
L'occupation des sols de la commune, telle qu'elle ressort de la base de données européenne d’occupation biophysique des sols Corine Land Cover (CLC), est marquée par l'importance des territoires agricoles (69,7 % en 2018), en diminution par rapport à 1990 (73,3 %). La répartition détaillée en 2018 est la suivante : cultures permanentes (52,1 %), zones urbanisées (21,6 %), terres arables (17,2 %), forêts (8,7 %), zones agricoles hétérogènes (0,3 %).
L'IGN met par ailleurs à disposition un outil en ligne permettant de comparer l’évolution dans le temps de l’occupation des sols de la commune (ou de territoires à des échelles différentes). Plusieurs époques sont accessibles sous forme de cartes ou photos aériennes : la carte de Cassini (XVIIIe siècle), la carte d'état-major (1820-1866) et la période actuelle (1950 à aujourd'hui).

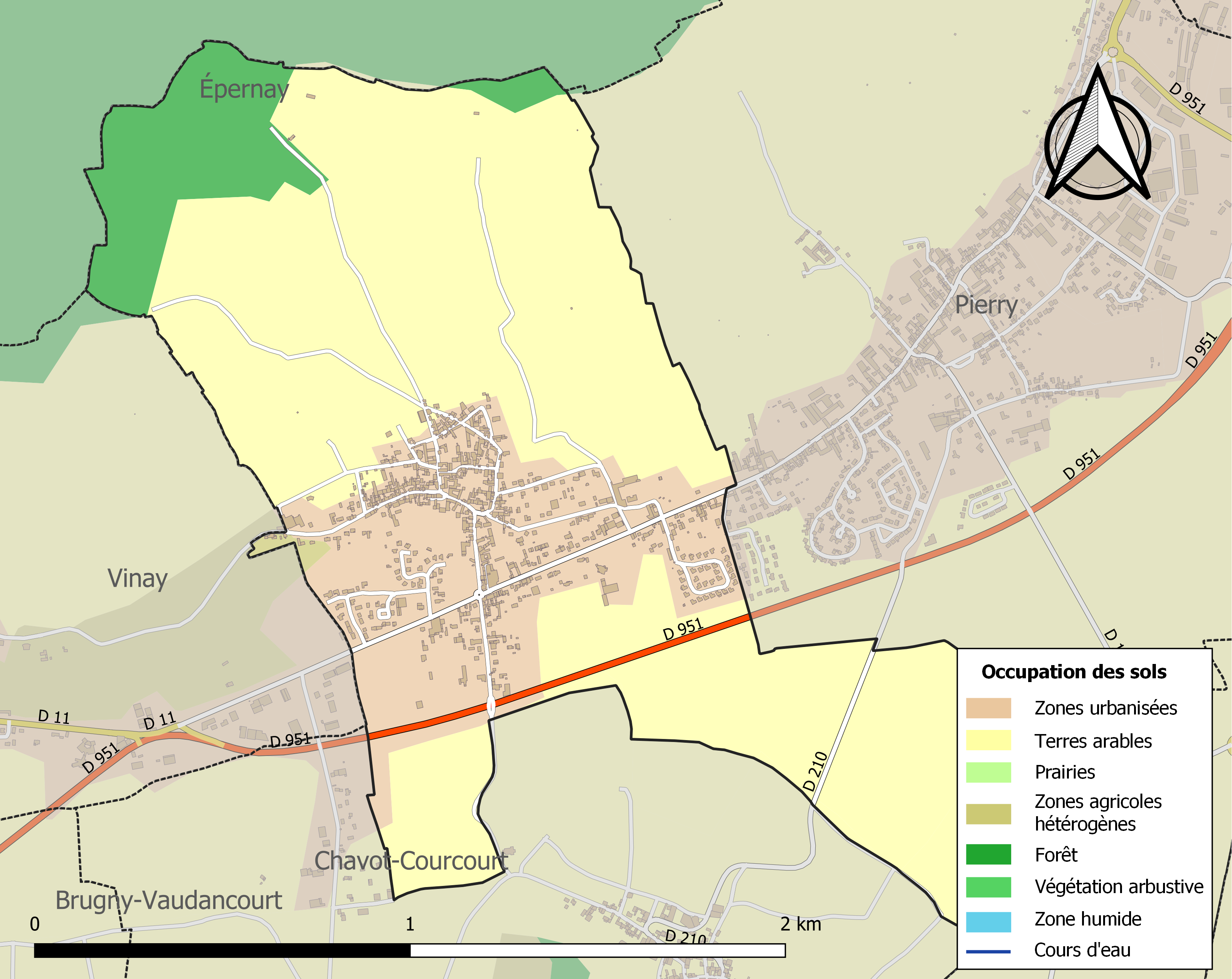
Carte des infrastructures et de l'occupation des sols de la commune en 2018 (CLC).

### Voies de communication et transports
Membre de la communauté d'agglomération Épernay, Coteaux et Plaine de Champagne, Moussy bénéficie du service de transport à la demande (TAD) du réseau Mouvéo. La commune dispose de trois arrêts (Le Parc, Place de la Paix et Les Prieurés) sur la ligne H entre Brugny-Vaudancourt et Épernay, qui propose en 2025 trois allers et trois retours par jour (du lundi au samedi hors jours fériés).

## Toponymie
- 1213: Monceiacum
- 1222: Muissi
- 1237: Moisseium
- 1252: Moussi
- 1252: Mossi - Moissi
- 1262: Moisiacum
- 1300: Muissy
- 1308: Mouissi
- 1362: Moisy
- 1381: Mourssy
- 1394: Mussy
- 1404: Moissy
- 1428: Moinssy
- 1665: Mousy
- 1673: Moyssy

## Histoire
Les premières traces historiques de Moussy remontent en 1110. À cette époque, le village s'appelle Monceiacum et les habitants dépendent de l'abbaye de la Charmoye.
Vers 1222, le nom évolue vers celui de Muissi et de petites habitations apparaissent « aux Conardins », la « Loge Pinard » ou encore la « Loge Turbanne ». Le Cubry alimente un moulin à écorces et un moulin à tanner. Le centre se trouve alors au Mont d'or. En 1789, Moussy était compris dans l'élection d'Épernay. Il dépendait, au point de vue spirituel, de la paroisse de Montfélix. Pour les enterrements, les villageois prennent "le chemin des morts" qui mène au cimetière sous l'église de Chavot. Celle de Moussy est construite vers 1865.
L'histoire récente du village est très liée aux grandes dates du vignoble. Ainsi les vignerons marnais ont longtemps cru que le phylloxéra ne pouvait pas s'attaquer à leur vignoble. Ce puceron qui pique et suce les racines de la vigne jusqu’à les faire pourrir est pourtant signalé le 18 août 1892 à Moussy.
Le 12 avril 1911, lors de la révolte des vignerons, un groupe d'émeutiers se dirige sur Épernay en chantant la Champenoise, sur l'air de l'Internationale. Il y a parmi eux des vignerons de Moussy. Au passage, ils ont saccagé à Pierry l'établissement d'un négociant. En arrivant à Épernay, au début de l'après-midi, ils font de même chez un transporteur et chez un fraudeur notoire. Une rue rappelle aujourd'hui que Paul Ganon, originaire de Moussy, a été victime de la répression des autorités.
Au début des années 1900, de nombreux  "chemins de fer" locaux relient les villages à travers la France. Le réseau qui passe à Moussy jusqu'en 1937 est géré par la compagnie des chemins de fer de la Banlieue de Reims (C.B.R.).

## Politique et administration
| Période                                  | Période                      | Identité        | Étiquette | Qualité |
| ---------------------------------------- | ---------------------------- | --------------- | --------- | ------- |
| Les données manquantes sont à compléter. |                              |                 |           |         |
| 1995                                     | 2008                         | Bruno Michel    |           |         |
| 2008                                     | 2014                         | Martine Ruelle  |           |         |
| 2014                                     | En cours (au 4 juillet 2014) | Jean-Noël Diniz |           |         |

## Équipements et services publics

### Eau et déchets
L'approvisionnement en eau potable et l'assainissement des eaux usées sont des compétences de la communauté d'agglomération Épernay Agglo Champagne, gérées par le biais de son service « Régie Eau et Assainissement » depuis le 1er janvier 2022. La commune de Moussy est alimentée en eau potable par plus de trois captages. L'assainissement collectif y est assuré par la Société d'Assainissement de l'Agglomération d'Épernay, qui gère la station d'épuration d'Épernay-Mardeuil dans le cadre d'une délégation de service public confiée à Suez de 2022 à 2030.
La communauté d'agglomération est également compétente en matière de déchets. La collecte des ordures ménagères résiduelles, des déchets recyclables et des biodéchets est réalisée en porte à porte, par mise à disposition de trois bacs distincts. La communauté d'agglomération adhèrant au syndicat de valorisation des ordures ménagères de la Marne (SYVALOM), ces déchets sont amenés au centre de transfert départemental de Pierry puis valorisés sur le site de La Veuve. La collecte du verre et des textiles se fait en apport volontaire. La communauté d'agglomération met par ailleurs trois déchèteries à disposition de ses habitants : à Magenta, Pierry et Voipreux.

### Enseignement
Moussy fait partie de l'académie de Reims.
La commune dispose d'une école primaire, regroupant maternelle et élémentaire. Installée place Baronna, elle est fréquentée par 71 élèves (chiffres 2024-2025). Les enfants de Moussy sont ensuite rattachés au collège Terres Rouges d'Épernay, puis au lycée Stéphane-Hessel d'Épernay.
Durant la mois de juillet, la mairie propose une garderie pour les enfants de 3 ans à la classe de CE2.

### Postes et télécommunications
Deux boîtes aux lettres de La Poste se trouvent sur le territoire de la commune, place Henri Baronna et rue des Prieurés. Les bureaux de poste les plus proches sont l'agence postale communale de Pierry et la poste d'Épernay Saint-Martin.

### Justice, sécurité et secours
Du point de vue judiciaire, Moussy relève du conseil de prud'hommes d'Épernay, du tribunal de commerce de Reims, du tribunal de proximité, du tribunal judiciaire, du tribunal paritaire des baux ruraux et du tribunal pour enfants de Châlons-en-Champagne, dans le ressort de la cour d'appel de Reims. Pour le contentieux administratif, la commune dépend du tribunal administratif de Châlons-en-Champagne et de la cour administrative d'appel de Nancy.
Moussy est située en secteur Police nationale et dépend du commissariat d'Épernay.
En matière d'incendie et de secours, la caserne la plus proche est celle d'Épernay, rattachée au Service départemental d'incendie et de secours (SDIS) de la Marne.

## Démographie
L'évolution du nombre d'habitants est connue à travers les recensements de la population effectués dans la commune depuis 1793. Pour les communes de moins de 10 000 habitants, une enquête de recensement portant sur toute la population est réalisée tous les cinq ans, les populations de référence des années intermédiaires étant quant à elles estimées par interpolation ou extrapolation. Pour la commune, le premier recensement exhaustif entrant dans le cadre du nouveau dispositif a été réalisé en 2007.

En 2022, la commune comptait 744 habitants, en évolution de −0,53 % par rapport à 2016 (Marne : −1,19 %, France hors Mayotte : +2,11 %).
| 1793 | 1800 | 1806 | 1821 | 1831 | 1836 | 1841 | 1846 | 1851 |
| ---- | ---- | ---- | ---- | ---- | ---- | ---- | ---- | ---- |
| 602  | 670  | 728  | 519  | 626  | 654  | 713  | 715  | 721  |

| 1856 | 1861 | 1866 | 1872 | 1876 | 1881 | 1886 | 1891 | 1896 |
| ---- | ---- | ---- | ---- | ---- | ---- | ---- | ---- | ---- |
| 659  | 700  | 729  | 731  | 757  | 786  | 804  | 820  | 831  |

| 1901 | 1906 | 1911 | 1921 | 1926 | 1931 | 1936 | 1946 | 1954 |
| ---- | ---- | ---- | ---- | ---- | ---- | ---- | ---- | ---- |
| 817  | 773  | 798  | 762  | 691  | 667  | 619  | 622  | 643  |

| 1962 | 1968 | 1975 | 1982 | 1990 | 1999 | 2006 | 2007 | 2012 |
| ---- | ---- | ---- | ---- | ---- | ---- | ---- | ---- | ---- |
| 690  | 644  | 791  | 768  | 767  | 725  | 766  | 772  | 731  |

| 2017 | 2022 | - | - | - | - | - | - | - |
| ---- | ---- | - | - | - | - | - | - | - |
| 761  | 744  | - | - | - | - | - | - | - |

## Lieux et monuments
- Des circuits V.T.T. et pédestres passent par Moussy.